# Jasurbek Yakhshiboev
Jasurbek Yakhshiboev (en ouzbek : Jasurbek Jumaboy oʻgʻli Yaxshiboyev) est un footballeur international ouzbek né le 24 juin 1997 à Chinaz. Il évolue au poste d'ailier.

## Biographie

### Carrière en club
Né à Chinaz dans la province de Tachkent, Jasurbek Yakhshiboev intègre le centre de formation du Pakhtakor Tachkent à l'âge de 7 ans. Il intègre l'équipe première du club à partir de 2016 et fait ses débuts le 3 novembre 2016 contre le Shurtan Guzar en championnat. Régulièrement utilisé dans la rotation de l'effectif durant les saisons qui suivent, il en profite notamment pour faire ses débuts au niveau continental en jouant la Ligue des champions de l'AFC en 2018 et en 2019.
En manque de temps de jeu avec le Pakhtakor, Yakhshiboev est prêté dans un premier temps au FK AGMK pour la fin de la saison 2019. Il connaît par la suite un nouveau prêt en Biélorussie avec l'Energetik-BDU Minsk, avec qui il connaît des débuts remarqués lors de la première partie de l'exercice 2020 en marquant neuf buts en quatorze matchs de championnat, avec notamment un doublé contre le BATE Borisov lors du premier match de la saison,.
Ses prestations lui valent d'être transféré au Chakhtior Salihorsk au cours de l'été, toujours sous la forme d'un prêt. Sous ces couleurs, il inscrit sept buts supplémentaires sur le restant de l'année, dont un triplé face au Belchina Babrouïsk et un doublé contre le FK Smaliavitchy, cela contribuant ainsi à la victoire du club en championnat à l'issue de la saison 2020. Totalisant en tout seize réalisations avec ses deux clubs, Yakhshiboev se classe de plus deuxième meilleur buteur derrière Maksim Skavych. Il quitte par la suite le club après la fin de son prêt et devient libre de tout contrat en début d'année 2021.
Après son départ du Pakhtakor, Yakhshiboev rejoint le club polonais du Legia Varsovie pour qui il ne dispute cependant qu'un seul match avec l'équipe première le 1er mai 2021 contre le Wisła Cracovie. Il est par la suite prêté en Moldavie au Sheriff Tiraspol à la fin du mois d'août 2021. 

### Carrière en sélection
Appelé régulièrement au sein de la sélection ouzbèke des moins de 23 ans de Ravshan Khaydarov (en) entre 2017 et 2020, Yakhshiboev dispute notamment avec celle-ci le Championnat d'Asie des moins de 23 ans en 2018, où il contribue à la victoire finale des siens en étant buteur lors des quarts puis des demi-finales contre le Japon et la Corée du Sud respectivement. Par la suite, il participe également aux Jeux asiatiques de 2018 ainsi qu'à une autre édition du championnat d'Asie en 2020.
Il est appelé pour la première fois avec la sélection A par Timur Kapadze durant le mois de novembre 2017 à l'occasion d'un match amical contre les Émirats arabes unis, durant lequel il reste finalement sur le banc. Il fait ses débuts internationaux six mois plus tard lors d'une autre rencontre amicale contre l'Iran le 19 mai 2018.

## Statistiques
| Saison                | Club                       | Championnat           | Championnat | Championnat | Coupe(s) nationale(s) | Coupe(s) nationale(s) | Compétition(s) continentale(s) | Compétition(s) continentale(s) | Compétition(s) continentale(s) | Total | Total |
| Saison                | Club                       | Division              | M.          | B.          | M.                    | B.                    | Comp.                          | M.                             | B.                             | M.    | B.    |
| 2016                  | Pakhtakor Tachkent         | D1                    | 2           | 0           | -                     | -                     | -                              | -                              | -                              | 2     | 0     |
| 2017                  | Pakhtakor Tachkent         | D1                    | 11          | 0           | -                     | -                     | -                              | -                              | -                              | 11    | 0     |
| 2018                  | Pakhtakor Tachkent         | D1                    | 27          | 3           | -                     | -                     | LC                             | 1                              | 0                              | 28    | 3     |
| 2019                  | Pakhtakor Tachkent         | D1                    | 6           | 0           | -                     | -                     | LC                             | 3                              | 0                              | 9     | 0     |
| 2019                  | FK AGMK (prêt)             | D1                    | 9           | 0           | 1                     | 0                     | -                              | -                              | -                              | 10    | 0     |
| 2020                  | Energetik-BDU Minsk (prêt) | D1                    | 14          | 9           | -                     | -                     | -                              | -                              | -                              | 14    | 9     |
| 2020                  | Chakhtior Salihorsk (prêt) | D1                    | 13          | 7           | 1                     | 2                     | C3                             | 1                              | 0                              | 15    | 9     |
| 2020-2021             | Legia Varsovie             | D1                    | 1           | 0           | -                     | -                     | -                              | -                              | -                              | 1     | 0     |
| Total sur la carrière | Total sur la carrière      | Total sur la carrière | 83          | 17          | 2                     | 2                     | -                              | 5                              | 0                              | 90    | 19    |

## Palmarès
Ouzbékistan
- Championnat d'Asie -23 ans (1) :
  - Vainqueur : 2018.

 Chakhtior Salihorsk
- Championnat de Biélorussie (1) :
  - Vainqueur : 2020.